# Armina maculata
Armine tachetée
Espèce
Synonymes
- Diphyllidia ocellata Deshayes, 1838
- Diphyllidia pustulosa Philippi, 1836
- Diphyllidia verrucosa Cantraine, 1835 [1]

L'Armine tachetée, Armina maculata, est une espèce de nudibranches de la famille des arminidés. Ce mollusque au corps jaune ou orangé et recouvert de tubercules blancs mesure jusqu'à 15 cm. Il se rencontre dans l'ensemble de la Méditerranée, sur la côte orientale de l'Atlantique, en Manche et en mer du Nord. Hermaphodite comme tous les nudibranches, il dépose un cordon en spirale composé de milliers d’œufs desquels éclosent des larves véligères.

## Étymologie et taxinomie
L'espèce est décrite par le naturaliste Constantine Samuel Rafinesque en 1814 à partir d'un holotype récupéré en Méditerranée. L'épithète spécifique « maculata » signifie « tachetée », la dénomination en français correspond à un nom normalisé.

## Description

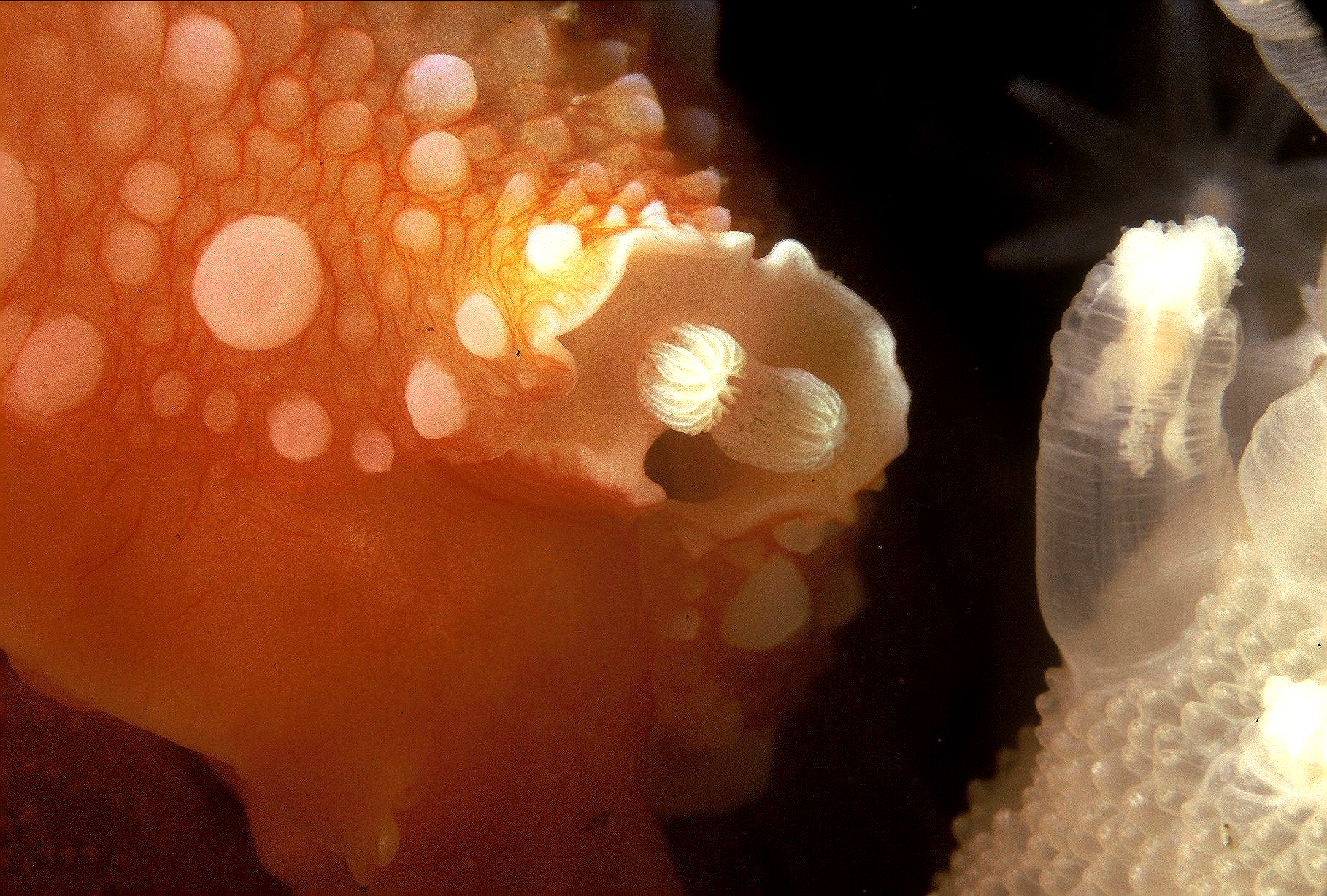
Détail de la tête de l'Armine tachetée : le manteau forme une sorte d'écrin pour les rhinophores.

A. maculata mesure souvent plus de 10 cm et peut atteindre 15 cm, ce qui range cette espèce parmi les grands nudibranches. Le corps est allongé et se resserre sur la partie postérieure. La surface dorsale possède une coloration jaune orangé et est recouverte de petits tubercules coniques ou sphériques de couleur blanche. Ces tubercules sont présents en moins grand nombre au milieu de la surface dorsale. La bordure voilée du manteau jaune se distingue par une fine ligne blanche qui laisse voir le pied sur le devant. Toujours sur la partie antérieure, le manteau se replie et cercle les rhinophores. Ces derniers sont courts, rétractiles et striés, ils sont rapprochés l'un de l'autre, leur coloration varie du blanc au jaune. Entre 13 et 15 lamelles verticales sont présentes sur la partie distale (c'est-à-dire orientée vers l'arrière). L'orifice génital et l'anus sont tous deux situés sur la partie droite du corps. Le pied est généralement de couleur crème,.
A. maculata peut présenter des risques de confusion avec le nudibranche Phyllidia flava, pourtant de l'infra-ordre des doridiens. Cette seconde espèce se différencie par sa longueur moindre et sa forme plus ronde, le manteau recouvre également l'ensemble du pied. Armina neapolitana possède un manteau à la coloration similaire mais celui-ci est strié dans le sens de la longueur de lignes blanches discontinues ; la forme générale de l'espèce Armina tigrina est proche mais le manteau est de couleur grise.

## Répartition et habitat
L'Armine tachetée se rencontre dans l'ensemble de la mer Méditerranée, des côtes de l'Espagne jusqu'aux côtes turques ; elle est également présente sur les côtes européennes et africaines de l'océan Atlantique, du Portugal jusqu'en Angola ; enfin, sa présence est confirmée dans la Manche et en mer du Nord,. A. maculata vit le plus souvent sur des fonds sableux ou rocheux à une profondeur généralement comprise entre 70 et 150 m ; il est cependant parfois possible de l'observer à seulement 10 m sous la surface, notamment la nuit.

## Écologie

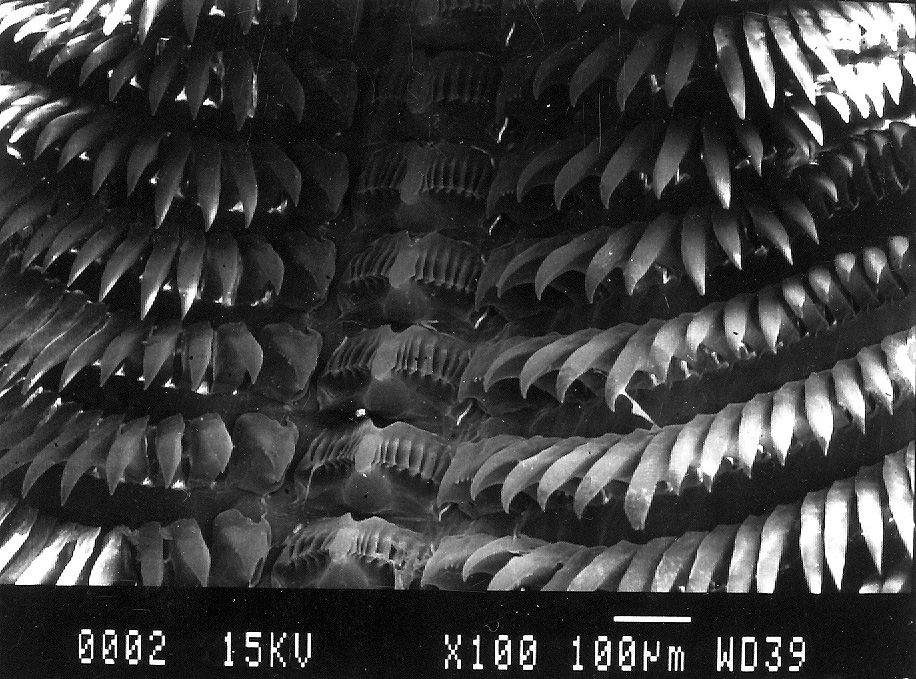
La radula de ce nudibranche lui permet d'attaquer ses proies.

Cet animal nocturne s'enterre dans le sable pendant la journée, il ne sort que la nuit pour aller chasser les polypes du pennatule Veretillum cynomorium, souvent présent à proximité,. Les proies sont mordues grâce à la radula du nudibranche. Les autres proies chassées sont d'autres espèces du genre Veretillum ou font partie de l'ordre Alcyonacea. L'Armine tachetée apprécie également la proximité de tuniciers comme Microcosmus sulcatus, ainsi que de gorgones comme Eunicella verrucosa.
Comme les autres nudibranches, cette espèce est hermaphrodite : un même spécimen porte les sexes mâle et femelle. La reproduction nécessite tout de même l'accouplement qui s'effectue tête-bêche, les flancs droits se touchant : la fécondation est réalisée mutuellement. Les pontes (ou « oothèques ») sont constituées d'un cordon composé de milliers d’œufs.